# Museumweekend

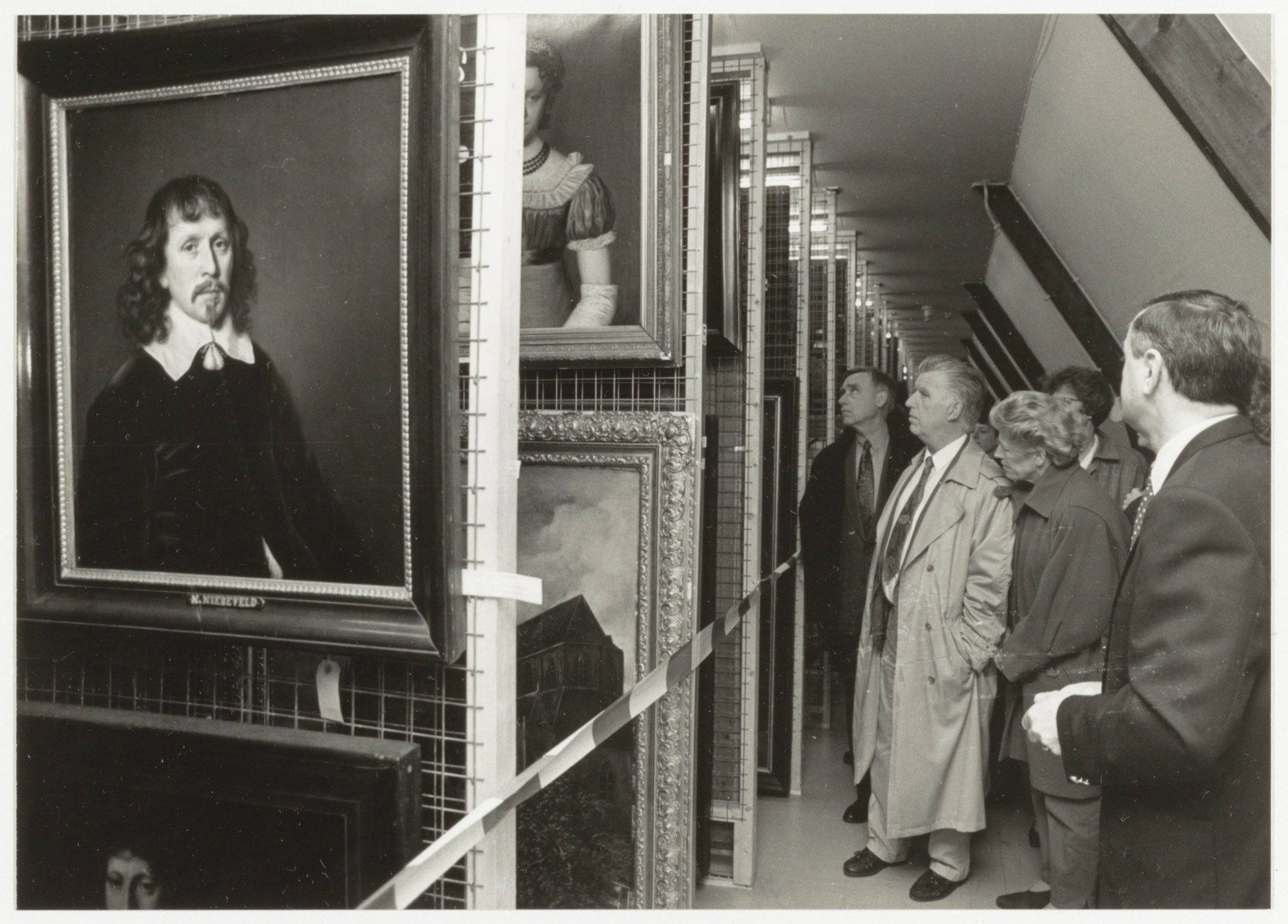
Bezoekers nemen een kijkje in het depot van het Frans Hals Museum tijdens het Nationaal Museumweekend 1997

Het Museumweekend, ook wel Nationaal Museumweekend of MuseumWeekend genoemd, was een jaarlijks evenement in Nederland. Op een zaterdag en zondag waren dan musea gratis of met korting toegankelijk. Ook organiseerden veel musea speciale activiteiten. Vanaf 2015 is het uitgebreid tot Museumweek.
In 2011 werd het Museumweekend voor de 30e maal gehouden en trok het bijna een miljoen bezoekers. In een normaal weekeinde trekken de Nederlandse musea ongeveer 200.000 bezoekers.
Het 33-ste en laatste Museumweekend werd op 5 en 6 april 2014 gehouden.
Het Museumweekend werd georganiseerd door de Stichting Museumkaart, verbonden aan de (Nederlandse) Museumvereniging.
Vanaf april 2015 organiseert de vereniging jaarlijks de Museumweek.